# Live Facelift
Live Facelift é o primeiro registro oficial de um concerto da banda grunge Alice in Chains. Foi filmado no Moore Theatre em Seattle, Washington em 22 de dezembro de 1990, em concerto lotado e lançado em VHS em 30 de Julho de 1991. Mostra a banda em seu primórdio, tocando as canções de seu primeiro álbum, Facelift, além de 3 vídeos dos singles dessa época. Foi lançado separadamente e também como bônus de edições posteriores de Facelift. O vídeo recebeu certificado de ouro pela RIAA com vendas de mais de 50 mil cópias. Live Facelift foi lançado em vinil pela primeira vez em 25 de Novembro de 2016, em edição limitada de 5000 cópias.

## Faixas do VHS
1. "Man in the Box"
2. "Real Thing"
3. "Love, Hate, Love"
4. "Sea of Sorrow"
5. "Bleed the Freak"
6. "We Die Young" (video)
7. "Man in the Box" (video)
8. "Sea of Sorrow" (video)

## Faixas do Vinil
Lado A
1. "It Ain't Like That"
2. "Man in the Box"
3. "Real Thing"

Lado B
1. "Love, Hate, Love"
2. "Sea of Sorrow"
3. "Bleed the Freak"

## Créditos
- Layne Staley - vocal
- Jerry Cantrell - guitarra e vocal de apoio
- Mike Starr - baixo
- Sean Kinney - bateria e percussão